# Dragica Martinis
Dragica (Carla) Martinis (Sošice pokraj Jastrebarskog, 19. siječnja 1922. – Beč, 9. kolovoza 2010.), hrvatska sopranistica.

## Životopis
Učila je pjevanje na zagrebačkoj Muzičkoj akademiji kod Marije Kostrenčić. Debitirala je 9. srpnja 1942. kao Mimi u La Bohème.
Zagrebačka opera nije pokazala zanimanje za nju pa je otišla u Njemačku i nakon iznimno uspjele audicije između brojnih ponuda izabrala je angažman u Stuttgartu. No zbog ratnih zbivanja vratila se u Hrvatsku i u rujnu 1943. postala je članica Zagrebačke opere i pjevala Cio-Cio-San u obnovljenoj izvedbi opere Madama Butterfly, Margaretu, Leonoru u Trubaduru i Massenetovu Manon.  Godine 1946. godine pjevala je ulogu Lize u „Pikovoj dami“, svojoj prvoj premijeri.
Nakon Drugoga svjetskoga rata njezina se karijera počela vrtoglavo razvijati. Postala je prva operna zvijezda bivše države. Godine 1949. osvojila je Prvu nagradu na Međunarodnome pjevačkom natjecanju u Ženevi, u prosincu 1950. prvi je put gostovala u Beču kao Turandot, i, kako je kritika u Die Presse pisala, došla je, otpjevala i pobijedila. Otpjevala je još i Toscu i stupila u angažman u Bečku državnu operu, te u njoj postala prva pjevačica belkanta, dobila naslov komorne pjevačice i visoko austrijsko odličje Počasni križ za znanost i umjetnost i Zlatni orden grada Beča. Nakon Leonore u operi Moć sudbine prozvali su je akustičkim čudom.
Ranih pedesetih bila je u pravom smislu riječi svjetska zvijezda, čiji se dolazak najavljivao debelim novinskim naslovima, kojoj su u garderobu dolazile čestitati najpoznatije holivudske filmske dive.  U prigodi pedesete obljetnice Verdijeve smrti 1951. Herbert von Karajan odabrao ju je za koncertnu izvedbu Aide, Wilhelm Furtwängler za glasovitog Otella na Salzburškim svečanim igrama (obje objavljene na CD-u). EMI je izdao njezin recital s orkestrom Philharmonia pod ravnanjem Issaya Dobrowena. U doba kada u Italiji inozemni pjevači gotovo uopće nisu nastupali, u Scali je pjevala Donnu Annu u Don Giovanniju, Elenu u Mefistofeleu i Elizabetu u Don Carlosu, u napuljskom San Carlu Desdemonu s Mariom Del Monacom, u rimskim Karakalinim termama Aidu.
Tijekom karijere pjevala je samo glavne uloge i gostovala u novim produkcijama. Njezin je glas zabilježen je na nosačima zvuka velikih gramofonskih tvrtki. Promijenila je ime u zapadnoj publici prihvatljivije Carla. Njena blistava karijera brzo je završila; tragična sinova smrt 1957. udaljila ju je sa scene. U Bečkoj državnoj operi ostala je u angažmanu do 1962. i otpjevala četrnaest uloga i ostvarila 275 nastupa.  Bečka je kritika za nju pisala: ta je mlada pjevačica fenomen, umjetnica koja pripada rijetkim pojavama na opernoj sceni, koja ima sve i sve zna dati — najveću pjevačku kulturu, lirsku produhovljenost, dramatsku težinu, osobnost i unutrašnju snagu. Do sredine osamdesetih godina njezine se snimke nisu smjele emitirati na Radiju Zagreb.